# Clavatula delphinae
Clavatula delphinae é uma espécie de gastrópodes do gênero Clavatula, pertencente a família Clavatulidae.